# Technics
Technics je značka výrobků Japonského koncernu Panasonic Corporation Označuje řadu výrobků spotřební elektroniky, především HiFi audiotechniky.
V roce 2002 byla řada těchto výrobků přeznačena na jinou značku téhož koncernu - Panasonic. Nyní se značka Technics vrací a přináší inovované legendární gramofony řady sl1200/sl1210 a další Hi-fi techniku pod sloganem "Znovu zrození hudby"
Tento gramofon s přímým náhonem (stator v těle gramofonu, rotor součástí talíře gramofonu) a quartz systémem s rychlostí kontrolovanou stroboskopem (odraz světla od kruhových značek na boku talíře vytváří frekvenci, jejíž hodnota je snímána a zpětně ovládá rychlost motoru) se vyrábí od roku 1972. Má regulaci rychlosti přehrávání plynule od -8% do +8%, u novějších modelů dokonce přepínatelný rozsah rychlosti i na +-16% a také disponuje dvěma pracovními rychlosti (33 1/3 ot/min a 45 ot/min), což umožňuje přehrávání dlouhohrajících desek i tzv. singlů (délka stopy maximálně cca 8 minut).
Možnost měnit plynule rychlost přehrávání a schopnost gramofonu udržet přesně stanovené otáčky jej předurčila k tomu, aby se stal opěvovaným nástrojem DJ's. Ti docenili také velkého točivého momentu motoru gramofonu a jeho robustní konstrukci. Gramofon také disponuje antiskatingem (systémem pro omezení odstředivých sil působících na jehlu), ramenem tvaru S které vede jehlu ve stopě (bez jejího otáčení vůči drážce desky ve smyslu osy Y) a pozdější verze mají také malé vysouvací světlo pro osvětlení bodu dotyku jehly a gramofonové desky.
Klasická DJ sestava čítá 2× Technics a 1× mixpult s alespoň dvěma vstupnímy kanály. Každý kanál má vlastní ovládání hlasitosti (to jest pro každý gramofon zvlášť), které je většinou řešeno vertikálně uspořádaným posuvným ovladačem = tzv. fader.
Mixpult zpravidla má také crossfader (plynulé ovládání přechodu mezi vstupem z levého a pravého gramofonu řešené horizontálním posuvným ovladačem).
Dále většinou nechybí nezávislé ekvalizéry pro každý vstupní kanál a mixpult musí mít funkci cue, která umožňuje směřovat signál z jednoho gramofonu jen do sluchátek, zatímco z druhého gramofonu jde signál do reproduktorů.
Tento tzv. DJ setup se stal hudebním náčiním DJ's, kteří mixují či hrají hudbu z gramofonových desek a zůstává jím i nadále. V průběhu let se rozšířily i jiné způsoby mixování skladeb a to za použití CD, PC, či různých HW komponent připojovaných k analogovému mixu. Zde bych odkázal na značky Pioneer, Vestax, Stanton, Numark, Reloop, Denon atd. Pro použití digitálních souboru v součinnosti s gramofony v klasickém dj setupu byl vyvinut tzv. Timecode vinyl, který skrze jehlu gramofonu přenáší časový kód který ovládá skrz mixpult hudební souboru uvnitř počítače. Značky výrobců této technologie jsou Rane Serato a N2IT Final Scratch.